# Équipe d'Ouganda de football
Cet article traite de l'équipe masculine. Pour l'équipe féminine, voir Équipe d'Ouganda féminine de football.
Maillots
L'équipe d'Ouganda de football est constituée par une sélection des meilleurs joueurs ougandais sous l'égide de la Fédération d'Ouganda de football.

## Histoire
Il a fait ses débuts le 1er mai 1926 contre le Kenya faisant match nul 1–1. Il s'est qualifié pour ses débuts à la Coupe d'Afrique des Nations en 1962, la troisième édition du tournoi, qui ne comprenait que 4 équipes. En demi-finale, il a été battu et éliminé par la République arabe unie (2-1), puis a perdu le match pour la troisième place contre la Tunisie (3-0).
Il revient en Coupe d'Afrique des Nations en 1974, où il est éliminé au premier tour après 2 défaites contre l'Egypte et la Zambie et un nul contre la Côte d'Ivoire . Elle a été éliminée au premier tour de l'édition 1976, battue par l'Éthiopie , l'Égypte et la Guinée .
Lors de la Coupe d'Afrique des Nations 1978 , il a terminé deuxième des phases de groupes en battant le Congo (3-1) et le Maroc (3-0) et a perdu 3-1 contre la Tunisie . En demi-finale, il a éliminé le Nigeria (2-1) et en finale a été battu par le Ghana (2-0).
En 2017, il s'est à nouveau qualifié pour la Coupe d'Afrique des Nations après 39 ans. Il a terminé le tournoi au premier tour après 2 défaites 1-0 contre le Ghana et l'Égypte et un match nul 1-1 contre le Mali.
Lors des éliminatoires de la Coupe du monde 2018, il s'est qualifié pour le deuxième tour avec une victoire cumulée de 4-0 contre le Togo et a été entraîné dans un groupe avec l'Égypte , le Ghana et la République du Congo . Il a terminé le groupe avec 2 nuls 0-0 contre le Ghana, une victoire et un nul contre la République du Congo et une victoire contre l'Égypte suivie d'une défaite chez les Pharaons. Les 9 points gagnés n'ont pas suffi pour qu'elle se qualifie face aux 13 Egyptiennes qui ont terminé premières du classement.
Lors des éliminatoires de la Coupe d'Afrique des Nations 2019 , il a franchi les éliminatoires contre la Tanzanie , le Cap-Vert et le Lesotho . Dans la compétition proprement dite, une victoire 2-0 contre la RD Congo signifiait qu'elle avait remporté son premier match dans la compétition depuis 41 ans. Dans les 2 autres matchs du groupe, l'Ouganda a obtenu un match nul contre le Zimbabwe (1–1) et une défaite contre les hôtes égyptiens (2–0) se qualifiant à la deuxième place, pour être éliminé en huitièmes de finale par le Sénégal (1–0 ).

## Palmarès
- Coupe CECAFA des nations :
  - Vainqueur en 1973, 1976, 1977, 1989, 1990, 1992, 1996, 2000, 2003, 2008, 2009, 2011, 2012, 2015, 2019

Compétitions disparues
- Coupe Gossage :
  - Vainqueur en 1928, 1929, 1930, 1932, 1935, 1936, 1937, 1938, 1939, 1940, 1943, 1945, 1947, 1948, 1952, 1954, 1955, 1956, 1957, 1960, 1962, 1963
- Challenge d'Afrique orientale et centrale :
  - Vainqueur en 1968, 1969, 1970

### Classement FIFA
| Année              | 1993 | 1994 | 1995 | 1996 | 1997 | 1998 | 1999 | 2000 | 2001 | 2002 | 2003 | 2004 | 2005 | 2006 | 2007 | 2008 | 2009 | 2010 | 2011 | 2012 | 2013 | 2014 | 2015 | 2016 | 2017 | 2018 |
| ------------------ | ---- | ---- | ---- | ---- | ---- | ---- | ---- | ---- | ---- | ---- | ---- | ---- | ---- | ---- | ---- | ---- | ---- | ---- | ---- | ---- | ---- | ---- | ---- | ---- | ---- | ---- |
| Classement mondial | 94   | 93   | 74   | 81   | 109  | 105  | 108  | 103  | 119  | 102  | 103  | 109  | 101  | 103  | 76   | 71   | 75   | 80   | 89   | 84   | 86   | 76   | 63   | 72   | 75   | 75   |

### Parcours enCoupe du monde
| Année | Position     |      | Année         | Position |                        | Année | Position |
| 1930  | Non inscrite | 1974 | Non inscrite  | 2010     | Non qualifiée          |       |          |
| 1934  | Non inscrite | 1978 | Non qualifiée | 2014     | Non qualifiée          |       |          |
| 1938  | Non inscrite | 1982 | Forfait       | 2018     | Non qualifiée          |       |          |
| 1950  | Non inscrite | 1986 | Non qualifiée | 2022     | Non qualifiée          |       |          |
| 1954  | Non inscrite | 1990 | Non qualifiée | 2026     | Éliminatoires en cours |       |          |
| 1958  | Non inscrite | 1994 | Forfait       | 2030     | À venir                |       |          |
| 1962  | Non inscrite | 1998 | Non qualifiée | 2034     | À venir                |       |          |
| 1966  | Non inscrite | 2002 | Non qualifiée |          |                        |       |          |
| 1970  | Non inscrite | 2006 | Non qualifiée |          |                        |       |          |

### Parcours enCoupe d'Afrique
| Année | Position          |      | Année             | Position |                     | Année | Position |
| 1957  | Non inscrite      | 1982 | Forfait           | 2006     | Tour préliminaire   |       |          |
| 1959  | Non inscrite      | 1984 | Tour préliminaire | 2008     | Tour préliminaire   |       |          |
| 1962  | Demi-finale (4e)  | 1986 | Tour préliminaire | 2010     | Tour préliminaire   |       |          |
| 1963  | Forfait           | 1988 | Tour préliminaire | 2012     | Tour préliminaire   |       |          |
| 1965  | Tour préliminaire | 1990 | Forfait           | 2013     | Tour préliminaire   |       |          |
| 1968  | 1er tour          | 1992 | Tour préliminaire | 2015     | Tour préliminaire   |       |          |
| 1970  | Tour préliminaire | 1994 | Tour préliminaire | 2017     | 1er tour            |       |          |
| 1972  | Tour préliminaire | 1996 | Tour préliminaire | 2019     | Huitièmes de finale |       |          |
| 1974  | 1er tour          | 1998 | Tour préliminaire | 2021     | Tour préliminaire   |       |          |
| 1976  | 1er tour          | 2000 | Tour préliminaire | 2023     | Tour préliminaire   |       |          |
| 1978  | Finaliste         | 2002 | Tour préliminaire | 2025     | À venir             |       |          |
| 1980  | Forfait           | 2004 | Tour préliminaire | 2027     | À venir             |       |          |

## Personnalités

### Sélectionneurs
- Burkhard Pape (1968–1972)
- David Otti (1973–1974)
- Otto Westerhoff (1974–1975)
- Peter Okee (1976–1981)
- Bidandi Ssali (1982)
- Peter Okee (1983)
- George Mukasa (1984–1985)
- Barnabas Mwesiga (1986–1988)
- Robert Kiberu (1988–1989)
- Polly Ouma (1989–1995)
- Timothy Ayieko (1995–1996)
- Asuman Lubowa (1996–1999)
- Paul Hasule (1999)
- Harrison Okagbue (1999–2001)
- Paul Hasule (2001–2003)
- Pedro Pasculli (2003)
- Leo Adraa (2003–2004)
- Mike Mutebi (2004)
- Muhammed Abbas (2004–2006)
- Csaba László (2006–2008)
- Bobby Williamson (2008–2013)
- Jackson Mayanja (2013)
- Milutin Sredojević (2013-2017)
- Moses Basena (2017) (intérim)
- Sébastien Desabre (déc. 2017-juil. 2019)
- Johnny McKinstry (sept. 2019-avril 2021)[2]
- Milutin Sredojević (2021-2023)
- Paul Put (depuis 2023)